# Vuelta a España 2025/18. Etappe
Die 18. Etappe der Vuelta a España 2025 findet am 11. September 2025 statt. Sie bildet das einzige Einzelzeitfahren der 80. Austragung des spanischen Etappenrennens. Als Start- und Zielort dient Valladolid, wobei 27,2 flache Kilometer auf dem Programm stehen. Nach der Zielankunft werden die Fahrer insgesamt 2750,7 Kilometer absolviert haben, was 86,2 % der Gesamtdistanz der Rundfahrt entspricht.

## Streckenführung
Der Start erfolgt in Valladolid auf der Paseo Isabel la Católica neben dem Parque de las Moreras. Auf den ersten Metern queren die Fahrer den Pisuerga über die Puente del Poniente, ehe es zum José-Zorrilla-Stadion und Centro Cultural Miguel Delibes geht. Danach wird eine kleine Schleife mit einer kurzen Steigung im Stadtteil Parquesol absolviert. Vorbei am Espacio La Granja geht es nun über die Puente Colgante, wobei der Pisuerga nach rund neun Kilometern zum zweiten Mal überquert wird. Im Anschluss biegen die Fahrer rechts auf die Paseo de Zorrilla ab und folgen dieser in den Süden der Stadt, wo sie auf einer kleinen Schleife über Pinar de Antequera eine Wende vollführen. Nun geht es auf der Paseo de Zorrilla zurück Richtung Norden. Vorbei am Plaza de Toros geht es bis zum Parque Campo Grande, wo sich der Zielstrich befindet.
|       | Ort                                   | Kilometer |
| ----- | ------------------------------------- | --------- |
| Start | Valladolid (Paseo Isabel la Católica) | 0,0       |
| Ziel  | Valladolid (Paseo de Zorrilla)        | 27,2      |

## Ergebnis
| \| Etappenergebnis \| Etappenergebnis \| Etappenergebnis \| Etappenergebnis \| Etappenergebnis \| \| Fahrer \| Fahrer \| Land \| Team \| Zeit \| \| --------------- \| --------------- \| --------------- \| --------------- \| --------------- \| |        |      |      |      |
| |        |      |      |      |
| Quelle: ProCyclingStats |        |      |      |      |
| Etappenergebnis |        |      |      |      |
| Fahrer | Fahrer | Land | Team | Zeit |

## Gesamtstände
| \| Gesamtwertung \| Gesamtwertung \| Gesamtwertung \| Gesamtwertung \| Gesamtwertung \| \| Fahrer \| Fahrer \| Land \| Team \| Zeit \| \| ------------- \| ------------- \| ------------- \| ------------- \| ------------- \| |        |      |      |      |
| |        |      |      |      |
| Quelle: ProCyclingStats |        |      |      |      |
| Gesamtwertung |        |      |      |      |
| Fahrer | Fahrer | Land | Team | Zeit |

| Punktewertung | Punktewertung | Punktewertung | Punktewertung | Punktewertung |
| Fahrer        | Fahrer        | Land          | Team          | Punkte        |
| ------------- | ------------- | ------------- | ------------- | ------------- |

| Bergwertung | Bergwertung | Bergwertung | Bergwertung | Bergwertung |
| Fahrer      | Fahrer      | Land        | Team        | Punkte      |
| ----------- | ----------- | ----------- | ----------- | ----------- |

| Nachwuchswertung | Nachwuchswertung | Nachwuchswertung | Nachwuchswertung | Nachwuchswertung |
| Fahrer           | Fahrer           | Land             | Team             | Zeit             |
| ---------------- | ---------------- | ---------------- | ---------------- | ---------------- |

| Mannschaftswertung | Mannschaftswertung | Mannschaftswertung | Mannschaftswertung |
| Team               | Team               | Land               | Zeit               |
| ------------------ | ------------------ | ------------------ | ------------------ |